# Ніжарово
Ніжа́рово (рос. Нижарово, чув. Сăхăтпуç) — присілок у складі Янтіковського району Чувашії, Росія. Входить до складу Шимкуського сільського поселення.
Населення — 504 особи (2010; 551 у 2002).
Національний склад:
- чуваші — 98 %